# Ectenesseca clavula
Ectenesseca clavula là một loài bọ cánh cứng trong họ Cerambycidae.